# Den stora förnekelsen
Den stora förnekelsen är en bok om global miljö, skriven av Anders Wijkman och Johan Rockström och utgiven 2011.
Boken kritiserar forskarna för att inte se till helheten. Med det menas att miljöfrågor blivit likställt med klimatpolitik och författarna menar istället att tillväxt är det stora miljöproblemet. Boken förespråkar det ekonomiska styrmedlet "prislapp på miljön".